# Kornel Witkowski
Kornel Witkowski (ur. 3 stycznia 2002 w Łodzi) – polski łyżwiarz figurowy, startujący w konkurencji solistów. Uczestnik mistrzostw świata juniorów i Europy, mistrz Polski seniorów (2021) i juniorów (2019).
Jego dwaj młodsi bracia, Miłosz i Wiktor również uprawiają łyżwiarstwo figurowe.
W kwietniu 2021 roku jeden z trenerów Kornela z klubu MKS Axel Toruń, Mariusz Siudek, opublikował w Internecie wideo na którym 19-letni Witkowski skacze podczas treningu poczwórnego lutza, co według wielu jest uznawane za pierwszą zarejestrowaną, pomyślną próbę wykonania poczwórnego lutza przez polskiego łyżwiarza.

## Osiągnięcia
| Zawody                                | 16–17          | 17–18          | 18–19          | 19–20          | 20–21          | 21–22          | 22–23          | 23–24          |                |                |                |                |                |                |                |                |                |                |                |
| Międzynarodowe                        | Międzynarodowe | Międzynarodowe | Międzynarodowe | Międzynarodowe | Międzynarodowe | Międzynarodowe | Międzynarodowe | Międzynarodowe | Międzynarodowe | Międzynarodowe | Międzynarodowe | Międzynarodowe | Międzynarodowe | Międzynarodowe | Międzynarodowe | Międzynarodowe | Międzynarodowe | Międzynarodowe | Międzynarodowe |
| ------------------------------------- | -------------- | -------------- | -------------- | -------------- | -------------- | -------------- | -------------- | -------------- | -------------- | -------------- | -------------- | -------------- | -------------- | -------------- | -------------- | -------------- | -------------- | -------------- | -------------- |
| Mistrzostwa Europy                    |                |                |                |                |                | 18             |                |                |                |                |                |                |                |                |                |                |                |                |                |
| CS Lombardia Trophy                   |                |                |                |                |                |                |                | 11             |                |                |                |                |                |                |                |                |                |                |                |
| CS Memoriał Ondreja Nepeli            |                |                |                |                |                |                |                | 12             |                |                |                |                |                |                |                |                |                |                |                |
| CS Nebelhorn Trophy                   |                |                |                |                |                | WD             | 14             |                |                |                |                |                |                |                |                |                |                |                |                |
| CS Warsaw Cup                         |                |                |                |                | C              | 24             | 11             | 14             |                |                |                |                |                |                |                |                |                |                |                |
| International Challenge Cup           |                |                |                |                | 13             |                |                |                |                |                |                |                |                |                |                |                |                |                |                |
| Międzynarodowe: Kategorie młodzieżowe |                |                |                |                |                |                |                |                |                |                |                |                |                |                |                |                |                |                |                |
| Mistrzostwa świata juniorów           |                |                | 37             | 29             |                |                |                |                |                |                |                |                |                |                |                |                |                |                |                |
| JGP w Armenii                         |                |                | 16             |                |                |                |                |                |                |                |                |                |                |                |                |                |                |                |                |
| JGP na Łotwie                         |                |                |                | 15             |                |                |                |                |                |                |                |                |                |                |                |                |                |                |                |
| JGP w Polsce                          |                |                |                | 15             |                |                |                |                |                |                |                |                |                |                |                |                |                |                |                |
| Warsaw Cup                            |                |                | 9 J            |                |                |                |                |                |                |                |                |                |                |                |                |                |                |                |                |
| Mentor Toruń Cup                      |                |                | 5 J            | 8 J            |                |                |                |                |                |                |                |                |                |                |                |                |                |                |                |
| Olimpijski festiwal młodzieży Europy  | 13             |                |                |                |                |                |                |                |                |                |                |                |                |                |                |                |                |                |                |
| Krajowe                               |                |                |                |                |                |                |                |                |                |                |                |                |                |                |                |                |                |                |                |
| Mistrzostwa Polski                    |                |                |                |                | 1              | 2              | 3              | 4              |                |                |                |                |                |                |                |                |                |                |                |
| Mistrzostwa Polski juniorów           | 3              | 6              | 1              | 1              | 1              |                |                |                |                |                |                |                |                |                |                |                |                |                |                |